# Кучер, Вячеслав Анатольевич
Вячеслав Анатольевич Кучер (укр. В'ячеслав Анатолійович Кучер; род. 30 августа 1975, Севастополь) — украинский политик, заместитель председателя Киевской областной государственной администрации, временно исполнял обязанности председателя Киевской областной государственной администрации (с 11 июня по 9 июля 2019 года).

## Биография
В 1998 году с отличием окончил Херсонский государственный педагогический институт по специальности «физика» (магистр физики).
Трудовую деятельность начал в должности учителя физики Счастливского общеобразовательной школы І-ІІІ ступеней Цюрупинского района Херсонской области.
С 1999 года — директор Юбилейновской общеобразовательной школы I—III ступеней Цюрупинского района Херсонской области.
В 2004 году окончил Национальную академию государственного управления при Президенте Украины по специальности «государственное управление» (магистр государственного управления).
Трудовую деятельность на государственной службе начал в 2004 году с должности главного специалиста Фонда государственного имущества Украины.
Работал на руководящих должностях местного уровня (Киево-Святошинская районная государственная администрация, Киево-Святошинский районный совет) и центральных органов исполнительной власти (Министерство социальной политики Украины, Государственная служба Украины по контролю за наркотиками, Государственное агентство земельных ресурсов Украины).
В 2006—2010 годах — депутат Киево-Святошинского районного совета Киевской области.
C 18 января 2017 по 23 января 2018 года заместитель председателя, а затем руководитель аппарата Киевской областной государственной администрации. С 23 января 2018 года заместитель председателя Киевской областной государственной администрации.
С 11 июня по 9 июля 2019 года временный исполняющий обязанности председателя Киевской областной государственной администрации.
В 2019 году баллотировался в народные депутаты Украины (избирательный округ № 95), но не был избран.
С 3 февраля 2020 года руководитель секретариата Национального агентства квалификаций.

## Награды и звания
- Почетная грамота Национальной службы посредничества и примирения (2016)[1]
- Благодарность премьер-министра Украины (2016)[1]
- Почётная грамота Киевского областного совета (2018)[4]
- Благодарность Киевской областной государственной администрации (2018)[4]
- Почётная грамота Кабинета Министров Украины (2019)[4]